# Majadahonda
Majadahonda település Spanyolországban, Madrid tartományban. Lakosainak száma 73 355 fő (2024).

## Fekvése
Majadahonda Madrid, Las Rozas de Madrid, Villanueva del Pardillo, Villanueva de la Cañada, Boadilla del Monte, Pozuelo de Alarcón és Moncloa-Aravaca községekkel határos.

## Népesség
A település népessége az utóbbi években az alábbiak szerint változott:
| Lakosok száma | 49 137 | 58 377 | 63 545 | 68 110 | 70 198 | 70 359 | 71 299 | 71 826 | 72 179 | 73 355 |
|               | 2001   | 2004   | 2007   | 2009   | 2012   | 2014   | 2017   | 2019   | 2022   | 2024   |